# MIT General Circulation Model
Il MIT General Circulation Model (MITgcm) è un modello numerico che utilizza il metodo dei volumi finiti per la risoluzione computerizzata delle equazione del moto che governano la circolazione nell'oceano e nell'atmosfera terrestre.
Come indica il suo nome, è stato sviluppato al Massachusetts Institute of Technology e fu uno dei primi modelli oceanici non idrostatici. Ha un'estensione autogenerata che permette al modello di essere utilizzato per l'assimilazione dei dati.